# スチュアート・グレイ (バスケットボール)
スチュアート・グレイ（Stuart Gray 1963年5月27日- ）は、パナマのパナマ運河地帯出身の元バスケットボール選手。ポジションはセンター。アメリカ合衆国とパナマの二重国籍を持っている。
ロサンゼルスのグラナダヒルズ地区にあるジョン・F・ケネディ高校で活躍した後、UCLAで3シーズンプレーした後、1984年のNBAドラフトのドラフト2巡目全体29位でインディアナ・ペイサーズに指名されて入団した。5シーズンをペイサーズで過ごした後、シャーロット・ホーネッツ(1989/90)、ニューヨーク・ニックス(1989/90-1990/91)でプレイした。NBAでの通算成績は1試合あたり2.3得点、2.6リバウンドである。
1990年代初めにはバスケットボールパナマ代表でもプレイしている。